# Europarlamentari della Finlandia della X legislatura
Gli europarlamentari della Finlandia della X legislatura, eletti in occasione delle elezioni europee del 2024, sono i seguenti.

## Composizione storica
| Europarlamentare     | Lista                                 | Gruppo | Gruppo                                                 |
| -------------------- | ------------------------------------- | ------ | ------------------------------------------------------ |
| Mika Aaltola         | Partito di Coalizione Nazionale       |        | Gruppo del Partito Popolare Europeo                    |
| Aura Salla           | Partito di Coalizione Nazionale       |        | Gruppo del Partito Popolare Europeo                    |
| Pekka Toveri         | Partito di Coalizione Nazionale       |        | Gruppo del Partito Popolare Europeo                    |
| Henna Virkkunen      | Partito di Coalizione Nazionale       |        | Gruppo del Partito Popolare Europeo                    |
| Li Andersson         | Alleanza di Sinistra                  |        | La Sinistra al Parlamento europeo                      |
| Merja Kyllönen       | Alleanza di Sinistra                  |        | La Sinistra al Parlamento europeo                      |
| Jussi Saramo         | Alleanza di Sinistra                  |        | La Sinistra al Parlamento europeo                      |
| Maria Guzenina       | Partito Socialdemocratico Finlandese  |        | Alleanza Progressista dei Socialisti e dei Democratici |
| Eero Heinäluoma      | Partito Socialdemocratico Finlandese  |        | Alleanza Progressista dei Socialisti e dei Democratici |
| Elsi Katainen        | Partito di Centro Finlandese          |        | Renew Europe                                           |
| Katri Kulmuni        | Partito di Centro Finlandese          |        | Renew Europe                                           |
| Ville Niinistö       | Lega Verde                            |        | I Verdi/Alleanza Libera Europea                        |
| Maria Ohisalo        | Lega Verde                            |        | I Verdi/Alleanza Libera Europea                        |
| Sebastian Tynkkynen  | Veri Finlandesi                       |        | Gruppo dei Conservatori e dei Riformisti Europei       |
| Anna-Maja Henriksson | Partito Popolare Svedese di Finlandia |        | Renew Europe                                           |

## Tabelle di sintesi

### Gruppi politici
| Gruppo parlamentare | Inizio |
| ------------------- | ------ |
| PPE                 | 4      |
| RE                  | 3      |
| GUE/NGL             | 3      |
| Verdi/ALE           | 2      |
| S&D                 | 2      |
| ECR                 | 1      |
| ESN                 | –      |
| PfE                 | –      |
| Non iscritti        | –      |
| Totale              | 15     |

### Fonti
1. ↑   Whole country, elected, su tulospalvelu.vaalit.fi. URL consultato il 17 giugno 2024.